# Alliés de la Seconde Guerre mondiale
Pour les articles homonymes, voir Alliés (homonymie) et Trois Grands.

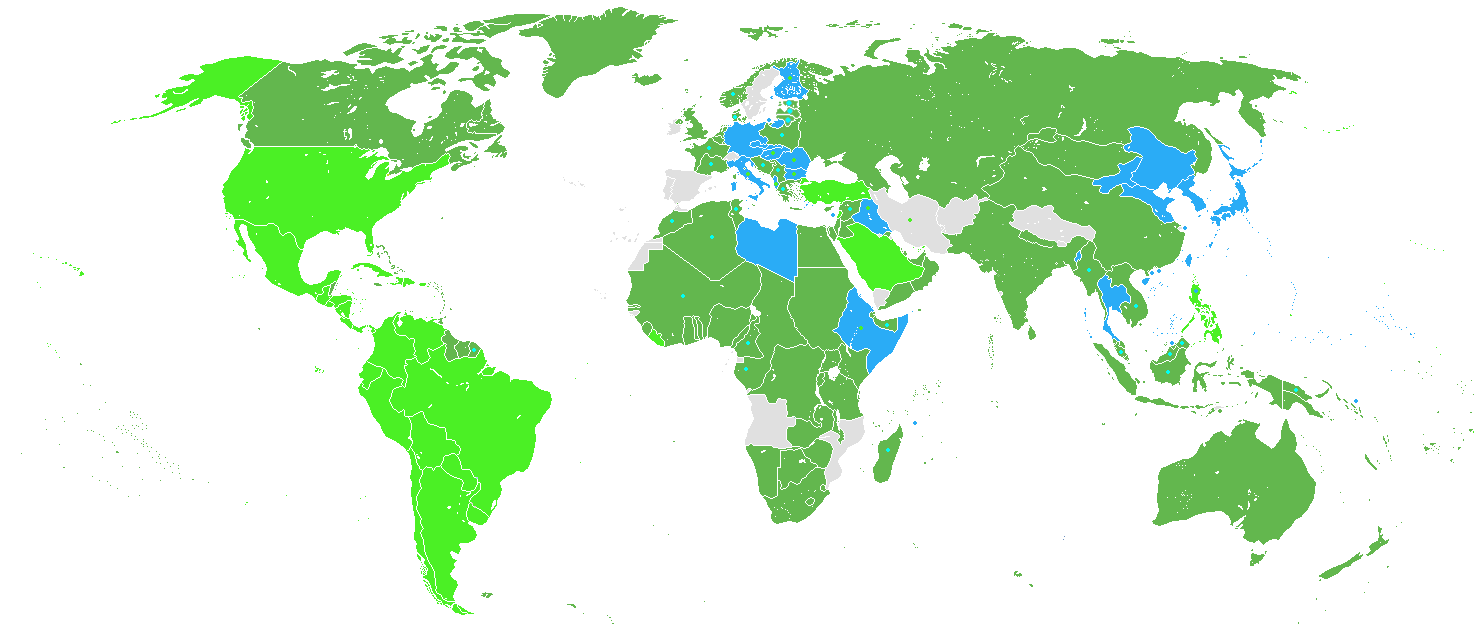
La Carte des participants à la Seconde Guerre mondiale en 1945 (en vert les Alliés, en bleu les pays de l'Axe).

Les Alliés de la Seconde Guerre mondiale sont l’ensemble des pays qui s’opposèrent formellement aux forces de l’Axe durant la Seconde Guerre mondiale. Lors de la phase finale du conflit, à partir de janvier 1942, ces pays étaient souvent désignés du nom de Nations unies, mais aujourd’hui ce nom se réfère à l’Organisation des Nations unies qu’ils fondèrent après la guerre. Parmi les rangs des forces alliées on comptait : les États-Unis, forte puissance utile du fait de ses nombreux hommes dans leur armée, l’Union soviétique et le Royaume-Uni, désignés sous le nom collectif de « Trois Grands ». Le président Franklin D. Roosevelt, se référant aux Trois Grands plus la Chine, parlait des « Quatre gendarmes ». Le général de Gaulle parvint, par la participation significative de la France libre à l'effort de guerre, à intégrer la France parmi les signataires des actes de capitulation du Troisième Reich le 8 mai 1945, puissances occupantes de l'Allemagne vaincue, et membres du tribunal de Nuremberg.
Toutefois leur participation fut chronologiquement décalée : la France cesse le combat après la défaite de juin 1940 et adopte un régime officiellement neutre, mais collaborant en fait avec l’Axe, ce que les Britanniques considèrent comme une trahison car les deux Alliés s’étaient engagés le 2 septembre 1939 à ne pas conclure d’armistice séparé au nom du « bien de la justice et de la liberté » (for the sake of morale & freedom) : le général de Gaulle partage ce point de vue mais ne sera reconnu comme chef légitime de la France qu’en 1944 ; l’URSS ne fait partie des Alliés qu’à partir du 22 juin 1941, date de l’attaque allemande de l’URSS : avant cette date, depuis le 23 août 1939, l’URSS, officiellement neutre, était en fait liée à l’Allemagne nazie par le Pacte germano-soviétique et avait envahi l’Est de la Pologne à partir de mi-septembre 1939, prenant à revers les troupes polonaises en lutte contre l’armée allemande ; enfin les États-Unis n’entrent officiellement en guerre qu’après l’attaque de Pearl Harbor, en décembre 1941 ; néanmoins, avant cette date, ils apportent une aide importante à leurs alliés « officieux » sous forme matérielle, notamment par les convois d’approvisionnement de la Grande-Bretagne par l’Atlantique nord.

## Dates auxquelles les États indépendants etleurs dépendancesont rejoint les Alliés

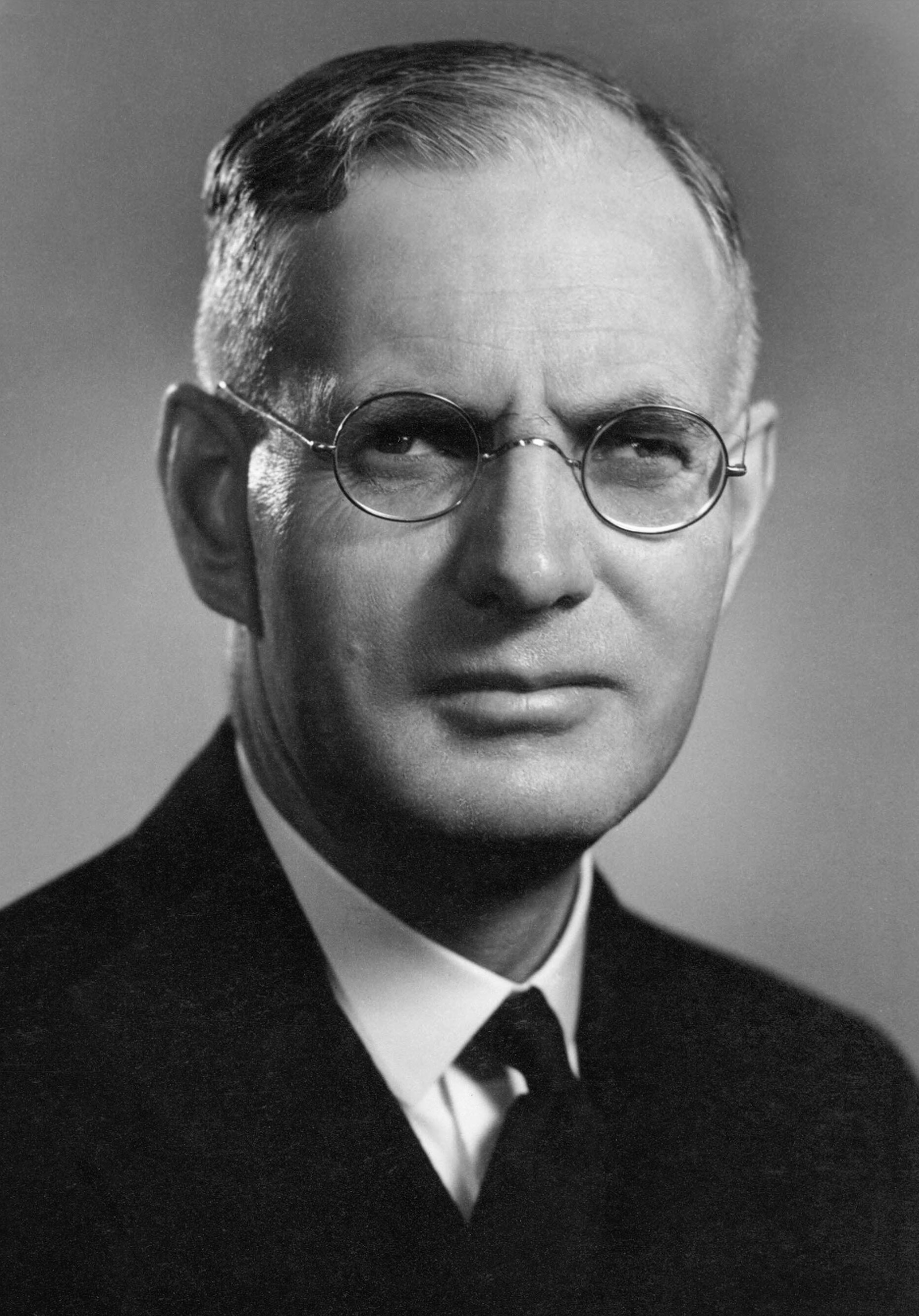
John Curtin, Premier ministre de l'Australie.

- Puissances de l'Axe
- Colonies et territoires occupés de l'Axe

- Alliés occidentaux
- Dominions des Alliés occidentaux
- Colonies et territoires occupés des Alliés occidentaux
- Alliés de l'Est (URSS et États satellites)

Territoires de l'Axe : Rome (Italie) - Berlin (Allemagne) - Tokyo (Japon)
Puissances de l'Axe
Colonies et territoires occupés de l'Axe
Territoires Alliés :
Alliés occidentaux
Dominions des Alliés occidentaux
Colonies et territoires occupés des Alliés occidentaux
Alliés de l'Est (URSS et États satellites)
Territoires neutres :
Empire du Japon et États satellites (avant de rejoindre l'Axe)
URSS et États satellites (avant de rejoindre les Alliés)
France de Vichy et ses colonies (neutre, mais collaboratrice de l'Axe)
Autres pays neutres

### Après l’invasion de la partie occidentale de la Pologne par l’Allemagne

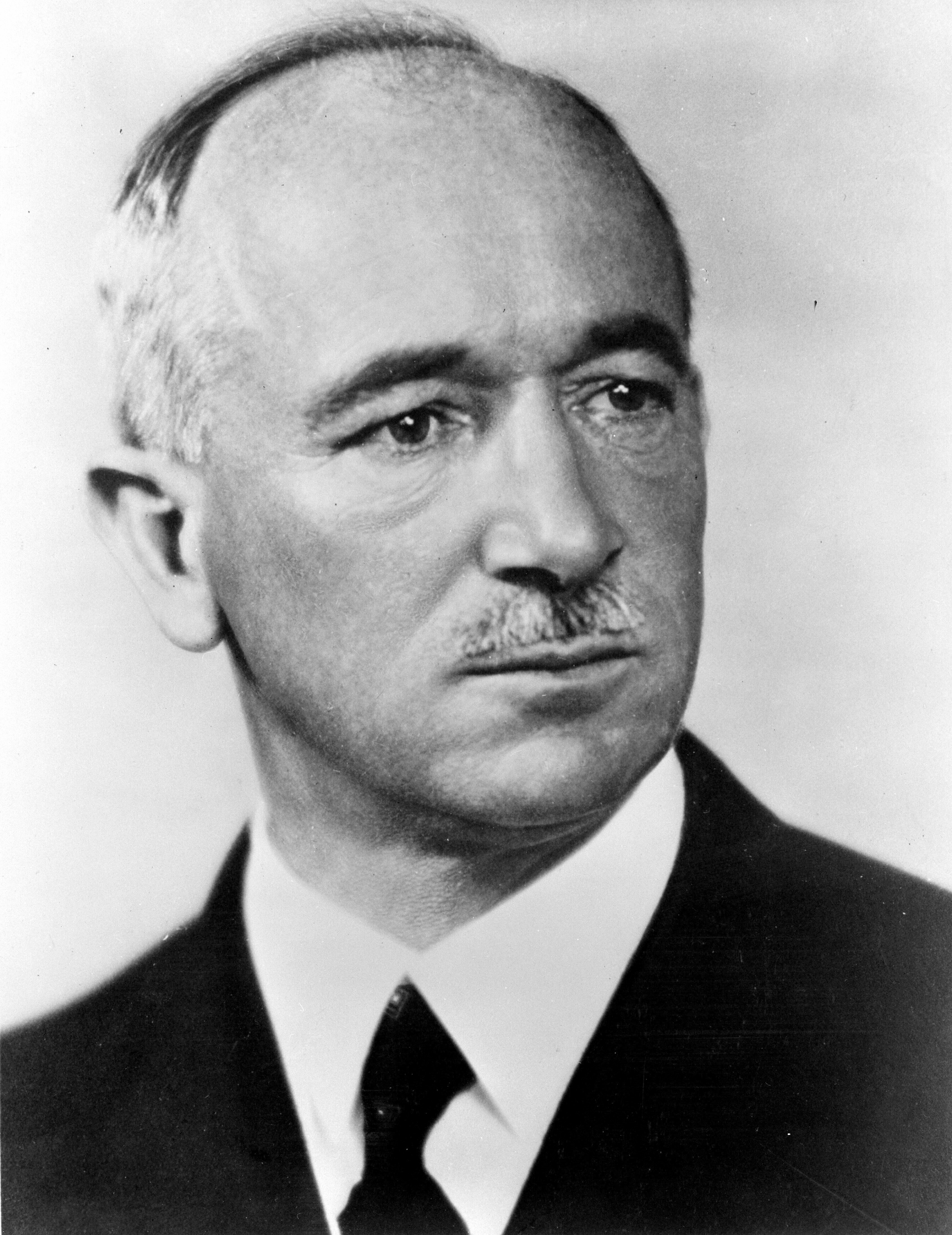
Edvard Beneš, président du Gouvernement tchécoslovaque en exil.

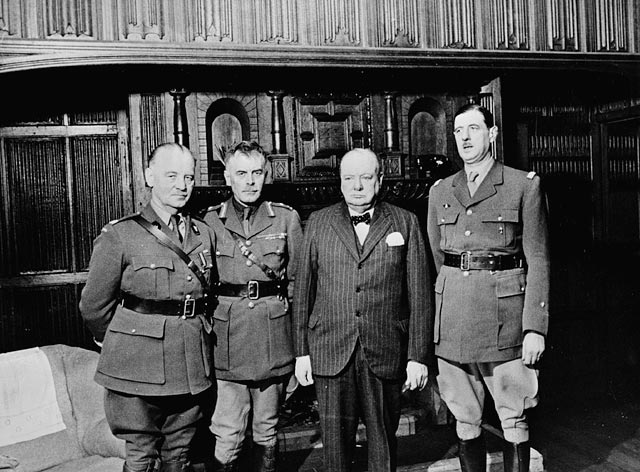
Wladyslaw Sikorski, Premier ministre du Gouvernement polonais en exil, Andrew McNaughton, commandant de la 1re division d'infanterie du Canada, Winston Churchill et Charles de Gaulle, président du Comité national français (France libre).

- Pologne : 1er septembre 1939 (après l’invasion de la Pologne, le gouvernement polonais en exil et ses troupes combattent aux côtés des Alliés)
- Australie : 3 septembre 1939
- Nouvelle-Zélande : 3 septembre 1939
- Royaume-Uni et Empire britannique : 3 septembre 1939
  -  Inde britannique : 3 septembre 1939
- France et Empire colonial français (après juin 1940, l’Empire se divise entre partisans de Vichy et de la France libre) : 3 septembre 1939 (le gouvernement de Vichy obtient l’armistice en juin 1940 et maintient une neutralité théorique jusqu’à l’invasion alliée en 1944 et l’installation du Gouvernement provisoire en métropole)
  -  La France libre agit aux côtés des Alliés à partir du 18 juin 1940, puis le Comité français de Libération nationale à partir du 3 juin 1943, mais le Gouvernement provisoire de la République française, créé exactement un an plus tard, le 3 juin 1944, n'est officiellement reconnu comme le gouvernement légitime de la France qu'à partir du 23 octobre 1944[5]
- Népal : 4 septembre 1939
- Union d'Afrique du Sud : 6 septembre 1939
- Canada : 10 septembre 1939[6]

### Pendant la période d’extension de l’Axe en Europe
- Norvège : 9 avril 1940 (gouvernement Nygaardsvold en exil, alors que le pays est occupé par l’Allemagne)
- Danemark : 9 avril 1940 (le pays est occupé et devient théoriquement neutre ;
  - le Groenland passe sous occupation américaine)
- Belgique et Empire colonial belge : 10 mai 1940
  -  Congo belge : 10 mai 1940
- Luxembourg : 10 mai 1940
- Pays-Bas : 10 mai 1940
  -  Empire colonial néerlandais : 10 mai 1940
- Royaume de Grèce : 28 octobre 1940
- Malte depuis le Siège de Malte 1940
- Royaume de Yougoslavie : 6 avril 1941 (brièvement signataire du pacte tripartite[7])
- URSS : 22 juin 1941
  -  Divisions roumaines communistes en URSS : 25 juillet 1941
  -  Tannou-Touva : 25 juin 1941 (partie de la Chine administrée par l'URSS et annexée par l’Union soviétique en 1944)

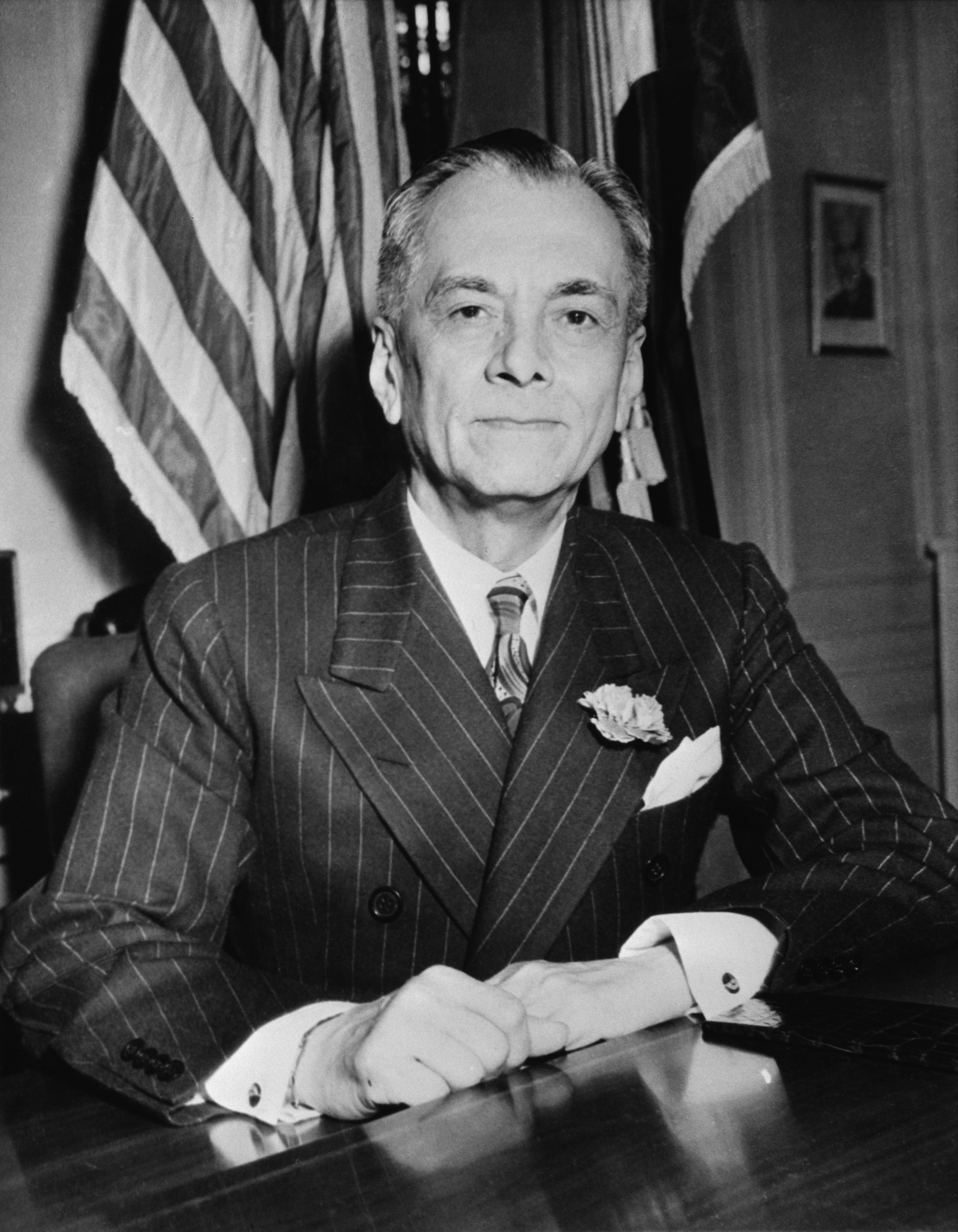
Manuel Luis Quezón, président du Commonwealth des Philippines.

### Après l’attaque de Pearl Harbor
- Panamá : 7 décembre 1941
- Costa Rica : 8 décembre 1941
- République dominicaine : 8 décembre 1941
- Salvador : 8 décembre 1941
- Haïti : 8 décembre 1941
- Honduras : 8 décembre 1941
- Nicaragua : 8 décembre 1941
- États-Unis : 8 décembre 1941
  -  Samoa américaines : 8 décembre 1941
  -  Guam : 8 décembre 1941
  -  Commonwealth des Philippines : 8 décembre 1941
  -  Porto Rico : 8 décembre 1941
  -  les Îles Vierges américaines : 8 décembre 1941
  -  territoires non-incorporé : 8 décembre 1941
- République de Chine : déjà en guerre avec le Japon depuis 1937, mais ne devient un allié qu'à partir de sa déclaration de guerre sur l'Allemagne et l'Italie après l'attaque du Pearl Harbor
- Guatemala : 9 décembre 1941
- Cuba : 9 décembre 1941
- Corée (Gouvernement en exil) : 10 décembre 1941
- Tchécoslovaquie (Gouvernement en exil) : 16 décembre 1941

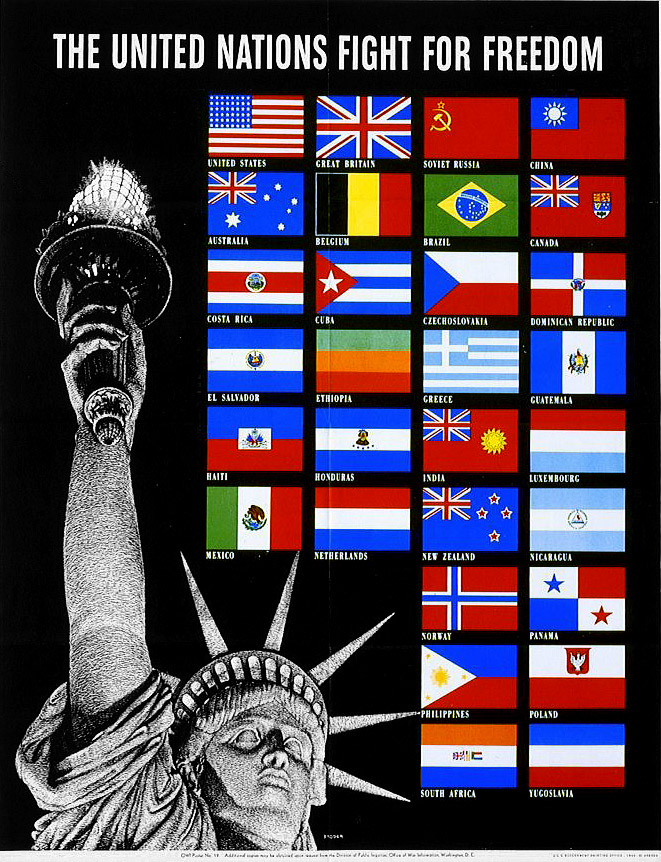
Affiche de 1942 représentant les Nations unies luttant pour la liberté.

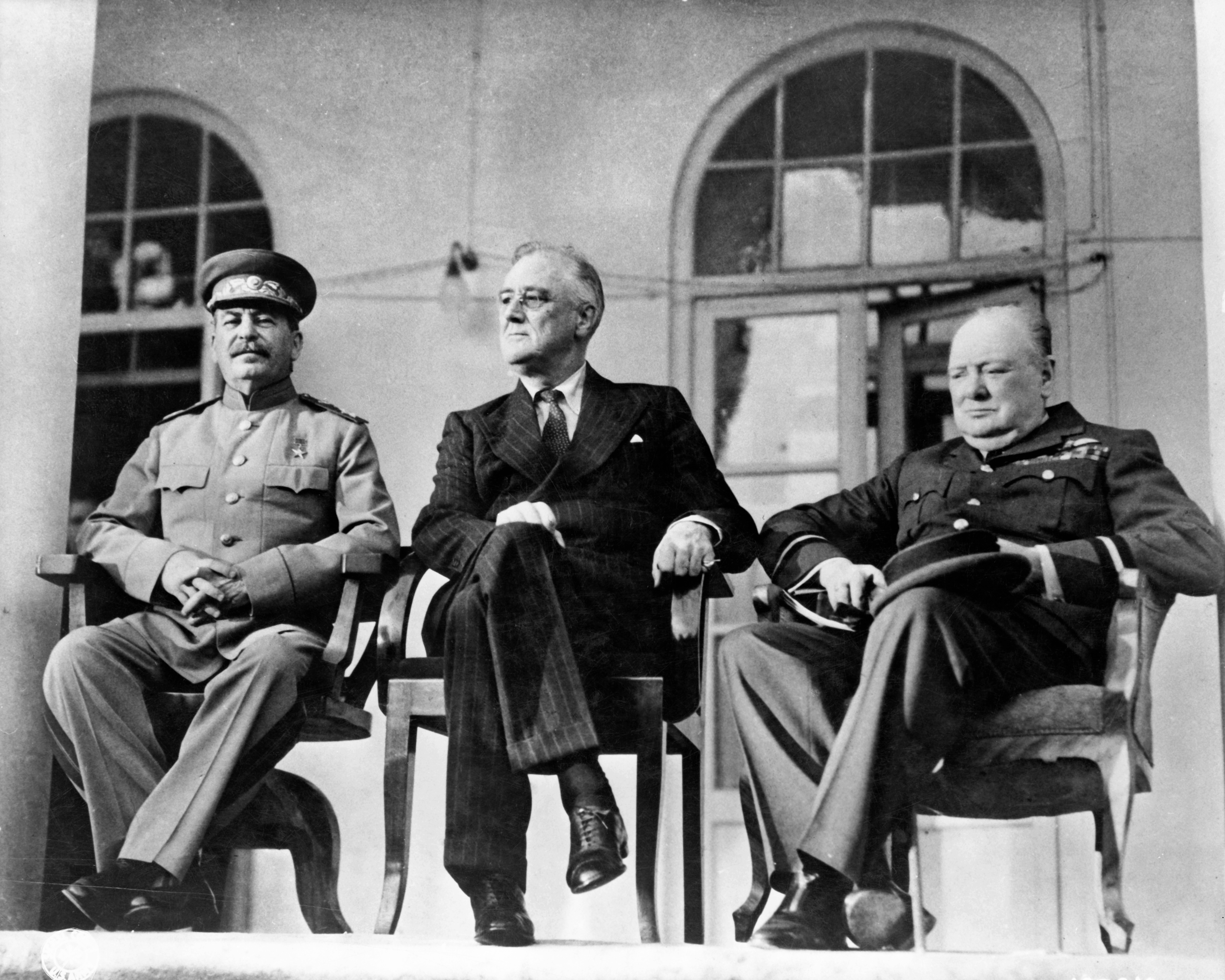
« Les Trois Grands » : Joseph Staline, premier secrétaire du Parti communiste de l'Union soviétique, Franklin D. Roosevelt, président des États-Unis, et Winston Churchill, premier ministre du Royaume-Uni, lors de la conférence de Téhéran en 1943.

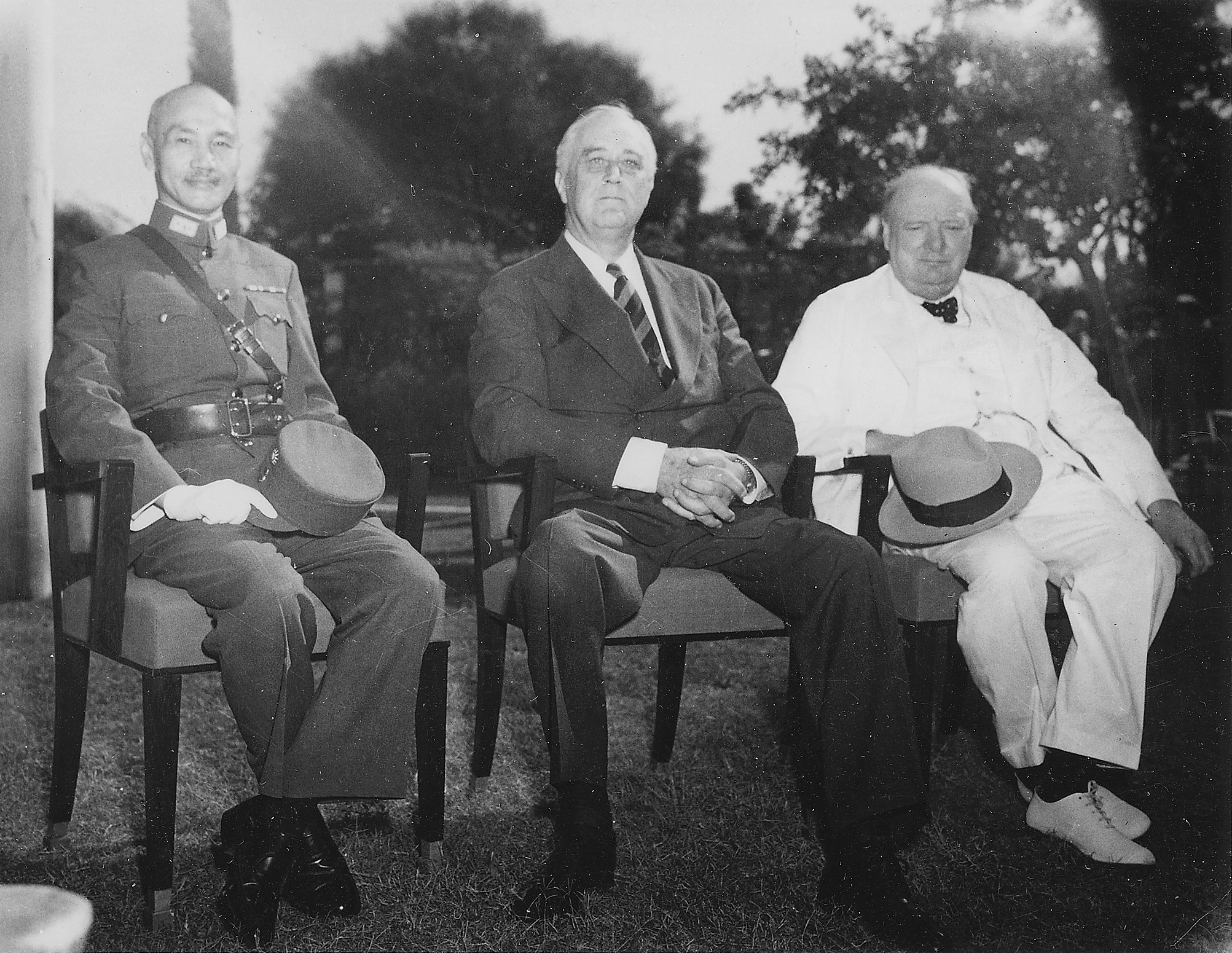
Les chefs alliés du théâtre Asie-Pacifique :
Tchang Kaï-chek, président du gouvernement central de la République de Chine, Franklin D. Roosevelt et Winston Churchill lors de la conférence du Caire de 1943.

### Après laDéclaration des Nations unies
- Pérou : 12 février 1942
- Mexique : 22 mai 1942[8]
- Brésil : 22 août 1942[9]
- Empire d'Éthiopie : 1er décembre 1942
- Royaume d'Irak : 17 janvier 1943 (anciennement allié de l’Axe, occupé par les Alliés en 1941[10])
- Bolivie : 7 avril 1943
- État impérial d'Iran : 9 septembre 1943 (occupé par les Alliés en 1941[11])
- Royaume d'Italie : 13 octobre 1943 (anciennement membre de l’Axe[12])
- Colombie : 26 novembre 1943
- Libéria : 27 janvier 1944

### Après ledébarquement en Normandieet l'offensive soviétique en Europe de l'Est
- Royaume de Roumanie : 23 août 1944 (anciennement membre de l’Axe)
- Royaume de Bulgarie : 8 septembre 1944 (anciennement membre de l’Axe)
- Saint-Marin : 21 septembre 1944
- Le Gouvernement provisoire de la République française est officiellement reconnu comme le seul gouvernement légitime de la France le 23 octobre 1944, par les Etats-Unis, il cesse de reconnaitre la Commission gouvernementale de Sigmaringen[5]. (le régime de Vichy s'était effondré deux mois plus tôt)
- Albanie : 26 octobre 1944 (anciennement occupée par l’Italie)
- Bahawalpur : 2 février 1945
- Équateur : 2 février 1945
- Paraguay : 7 février 1945
- Uruguay : 15 février 1945
- Venezuela : 15 février 1945
- Turquie : 23 février 1945
- Royaume d'Égypte : 26 février 1945 (utilisée comme base d'opérations par les Alliés depuis le début du conflit)
- Syrie : 26 février 1945
- Liban : 27 février 1945
- Arabie saoudite : mars 1945
- Finlande : 4 mars 1945 (de facto dans l’Alliance depuis la guerre de Laponie en septembre 1944)
- Argentine : 27 mars 1945
- Chili : 11 avril 1945 (déclare la guerre au Japon seulement)

### Après lebombardement de Hiroshima
- République populaire mongole : 9 août 1945